# محاصره میلوس

میلوس (بنفش) اتحادیه دلوس (نارنجی) اتحادیه پلوپونزی (سبز)

محاصره ملوس در سال ۴۱۶ قبل از میلاد در هنگام جنگ پلوپونز رخ داد که جنگی بین آتن و اسپارت بود. میلوس جزیره ای در دریای اژه است که تقریباً ۱۱۰ کیلومتر (۶۸ مایل) شرق سرزمین اصلی یونان است. اگرچه میلوسی‌ها پیوندهای اجدادی با اسپارت داشتند، اما در جنگ بی‌طرف بودند. آتن در تابستان ۴۱۶ قبل از میلاد به میلوس حمله کرد و از آنها خواست که تسلیم شوند و به آتن خراج بپردازند وگرنه با نابودی مواجه خواهند شد. میلوسی‌ها نپذیرفتند، بنابراین آتنی‌ها شهر آنها را محاصره کردند. میلوس در زمستان تسلیم شد و آتنی‌ها مردان میلوس را اعدام کردند و زنان و کودکان را به بردگی گرفتند.
این محاصره به خاطر دیالوگ ملیایی یک نسخه اغراق شده مذاکرات بین ملوس و آتن قبل از محاصره نوشته شده توسط مورخ کلاسیک آتنی توسیدید شناخته شده است. در مذاکرات آتن هیچ دلیل اخلاقی برای توجیه هجوم خود نداشتند. بلکه آتنی‌ها بی پرده به ملیایی‌ها گفتند که آتن ملوس را برای اهداف خود نیاز دارند و تنها چیزی که بخاطر تسلیم بدون جنگ نصیب ملیایی‌ها می‌شود بقای خود است. این دیالوگ به عنوان یک مورد کلاسیک در بررسی واقع گرایی سیاسی برای نشان دادن دلایل خودخواهانه و عملی که یک کشور را در جنگ برمی‌انگیزد آموخته می‌شود.